# Hydrobia totteni
Hydrobia totteni är en snäckart som beskrevs av Morrison 1954. Hydrobia totteni ingår i släktet Hydrobia och familjen tusensnäckor. Inga underarter finns listade i Catalogue of Life.